# Suzeränität
Der Begriff der Suzeränität (französisch suzerain „Oberhoheit, Oberherrschaft, Lehnsherr“, als Parallelbildung zu souverain von französisch sus „hinauf, in der Höhe“ abgeleitet, das auf das gleichbedeutende lateinisch sursum, verkürzt aus subversum, zurückgeht) wurde in der Frühen Neuzeit parallel zum Begriff der Souveränität entwickelt und bezeichnet die Oberhoheit eines Staates über einen anderen, der über eine begrenzte, unvollkommen ausgebildete Souveränität verfügt.

## Begriffsgeschichte
Der Anlass für die Begriffsbildung liegt darin, dass in vor- und frühneuzeitlichen Staatswesen die Ausübung der Staatsmacht angesichts des geringen Organisationsgrades und der langsamen, unvollkommenen Kommunikationswege auf bestimmte Gegenstände beschränkt blieb. In der Regel war dies die ökonomische Ausbeutung durch Erhebung von Abgaben und die Bereitstellung von Menschen und Sachmitteln für militärische Konflikte. Die Regelung der sonstigen Bedürfnisse wurde lokalen und regionalen Faktoren (Gouverneuren, Kommunen, beruflichen und religiösen Korporationen, Grundherren usw.) überlassen. Insbesondere bei außereuropäischen imperialen Großreichen wie in den Fällen des Osmanischen Reichs, des Reichs der Mandschu oder des Mogulreichs, kam hinzu, dass deren Herrschaftsbereich auch Gebiete mit völlig andersgearteten kulturellen Traditionen beinhaltete und in etlichen Fällen die bestehenden Herrschaftsstrukturen im Wesentlichen unangetastet blieben. Dabei beließen Eroberer die unterworfenen Eliten in ihren Stellungen und begnügten sich über die vorbeschriebenen Leistungen hinaus mit der gegebenenfalls ritualisierten, formellen Anerkennung ihrer Oberherrschaft verbunden mit einem Treueversprechen. In der Staatsrechtslehre des 19. Jahrhunderts wurden solche Verbindungen als Staatenstaat bezeichnet. Als dann im 19. Jahrhundert die Entwicklung moderner staatlicher Strukturen in diesen Großreichen unabweisbar wurde, stieß man damit einerseits auf die in ihrem Zentrum bereits bestehenden staatlichen Strukturen, die zum modernen Staat weiterentwickelt werden sollten, andererseits auf die fortbestehenden regionalen Instanzen oder auch neue aufständische Bewegungen, die ihrerseits eine Staatlichkeit anstrebten. Im Falle des Mogulreichs traf dessen Auflösung mit der Expansion der britischen Kolonialmacht zusammen, welche die Nachfolge der Großmoguln in Anspruch nahm und so auch das staatsrechtliche Konstrukt der Suzeränität übernahm. Staatenstaat und Suzeränität dürfen trotz ihrer Berührungspunkte nicht vermengt werden. Der Staatenstaat ist ein Konzept der allgemeinen Staatsleere, der Begriff der Suzeränität entstammt dem Sprachgebrauch der Diplomatie.
Eine historische Definition für Suzeränität aus dem angelsächsischen Rechtskreis lautet: „[…] ‚suzerainty‘ is a term applied to certain international relations between two sovereign States whereby one, whilst retaining a more or less limited sovereignty, acknowledges the supremacy of the other.“ (deutsch: „‚Suzeränität‘ ist ein Begriff, angewandt auf bestimmte internationale Beziehungen zwischen zwei souveränen Staaten, wobei einer bei mehr oder weniger begrenzter Souveränität die Oberhoheit des anderen anerkennt.“) Diese Rechtsfigur wurde einerseits zur Beschreibung der Abhängigkeit der indischen Fürstenstaaten von Britisch-Indien (mit dem Repräsentanten der britischen Krone als Kaiser von Indien) im ausgehenden 19. Jahrhundert verwendet, andererseits zur Beschreibung der Abhängigkeit der dem Osmanischen Reich tributpflichtigen Staaten, als welche im 19. Jahrhundert auch die sich emanzipierenden neu entstehenden Nationalstaaten organisiert wurden. Im Falle des Mandschu-Reiches diente er der Bezeichnung der Abhängigkeit der Außenbesitzungen in Zentralasien, Korea und Südostasien im Gegensatz zu den chinesischen Kernprovinzen.
Der Begriff der Suzeränität war dabei oft von diplomatischen Usancen abhängig. So standen Rumänien und dessen Vorläufer, die Fürstentümer Moldau und Walachei, sowie Serbien bis zum Frieden von San Stefano (1878), ferner die Republik der Ionischen Inseln (de facto bis zum Frieden von Tilsit 1807), und die Republik Ragusa unter der Suzeränität des Osmanischen Reiches, das Fürstentum Samos und das Khedivat Ägypten aber unter dessen Souveränität.

## Abgrenzung zu anderen Modellen des Souveränitätsverzichtes
Solche Abhängigkeitsverhältnisse sind in der Gegenwart nicht mehr existent. Zwar gibt es zahlreiche Staaten, deren insbesondere auswärtige Angelegenheiten von einem anderen Staat wahrgenommen werden, z. B. Liechtenstein, Andorra und die Cook-Inseln. Ein weiteres Beispiel ist das Verhältnis zwischen Monaco und Frankreich. Die Berechtigung des wahrnehmenden Staates folgt hierbei aber nicht aus einer rechtlichen Überordnung dieser Staaten – eine solche Über- und Unterordnung widerspräche der souveränen Gleichheit aller Staaten –, sondern aus einer völkerrechtlichen Gestattung, die jederzeit widerrufen werden kann. Dennoch wird der jeweilige Oberstaat solcher Verhältnisse in der Völkerrechtswissenschaft gelegentlich noch als Suzerän bezeichnet. Auch informelle Abhängigkeitsverhältnisse werden nicht der Suzeränität zugerechnet. So war Liechtenstein seit 1806 ein souveränes Fürstentum. Sein Landesherr aber war zugleich und in erster Linie ein Angehöriger des österreichischen und böhmischen Hochadels und in dieser Eigenschaft mit dem österreichischen Kaisertum verbunden und residierte bis nach dem Ersten Weltkrieg nicht im Hauptort seines Staates, in Vaduz, sondern in der kaiserlichen Residenzstadt Wien. Gleichfalls sind abhängige Territorien, Nebenländer und dergleichen kein Fall von Suzeränität, weil hier keine geteilten, miteinander konkurrierenden staatlichen Gewalten existieren, so wie bei den britischen Kronbesitzungen Isle of Man und den Kanalinseln.
Allerdings ist der Begriff Suzeränität immer noch Bestandteil des geltenden Rechts, da er sich in einigen nach wie vor in Kraft befindlichen völkerrechtlichen Verträgen findet, so z. B. in Art. 2 des Übereinkommens über die Sklaverei von 1926, in Art. 1 des Warschauer Abkommens über die Beförderung im internationalen Luftverkehr von 1929 und in Art. 2 des Abkommens über die internationale Zivilluftfahrt von 1944.

## Beispiele
- Das Osmanische Reich war Suzerän Rumäniens und von dessen Vorläufern, den Fürstentümern Moldau und Walachei, sowie Serbiens bis zum Frieden von San Stefano (1878).
- China war in der zweiten Hälfte des 18. und im 19. Jahrhundert Suzerän Tibets.